# Anna Sophia Polak
Pour les articles homonymes, voir Polak.
Anna Sophia Polak, née le 27 avril 1874 à Rotterdam et morte le 26 février 1943 à Auschwitz, est une féministe et écrivaine juive néerlandaise. Elle est déportée à Auschwitz en 1943.

## Biographie
Née dans une famille d'intellectuels juifs, elle est la fille de Herman Joseph Polak (1844-1908), directeur du Erasmiaans Gymnasium et de Louisa Helena Stibbe (1848-1936). Elle a un frère cadet mais celui-ci meurt à l'âge de un an. En 1893, elle réussit les examens du lycée mais n'entame aucune études supérieures. En 1894, la famille emménage à Groningue où son père obtient un poste de grec à l'université. À la même époque, elle devient traductrice en italien tout en travaillant à l'usine.

## Engagement féministe
Dans le cadre de l'exposition nationale du travail féminin organisée en 1898, elle publie un ouvrage Vrouwenwerk in Nederland. Beschouwingen over eenige zijden der vrouwenbeweging (Le travail des femmes aux Pays-Bas. Réflexion sur certains aspects du mouvement féministe) en 1902. Dedans, elle défend l'idée que les jeunes femmes sont tout à fait capable de réaliser des travaux difficiles, ce qui est contraire aux idées de l'époque et que les jeunes filles de bonnes familles devraient travailler, ce qui leur offrirait un but dans la vie, et ne pas seulement attendre « le bon ». Pour Anna Sophia Polak, le travail est « une des sources de joie les plus importantes de la vie pour tous les adultes en bonne santé, homme ou femme ». Elle défend également l'idée qu'une femme n'a pas besoin d'obligatoirement se trouver un mari et qu'elle peut vivre seule en étant financièrement indépendante.
En 1908, elle devient la troisième directrice du Bureau national pour le travail féminin (nl) à La Haye après le départ de Marie Jungius. Fondé en 1901 grâce aux 20 000 florins de profit réalisé lors de l'exposition de 1898 dans le but « d'explorer, élargir et améliorer le marché du travail pour les femmes néerlandaises ». Il collecte des informations sur le travail féminin et sera un fer de lance du mouvement féministe néerlandais pendant ses 50 ans d’existence. Pendant ses 28 ans à la tête du Bureau, Anna Polak édite près de 55 brochures et plusieurs articles dans des journaux dont De Economist.
À cette période, le gouvernement néerlandais prend des mesures pour réduire le travail rémunéré des femmes comme celui de licencier les femmes fonctionnaires après leur mariage, ce qu'elle considère comme « le coup le plus dur jamais reçu par le mouvement des femmes dans ce pays ».
Dans le même esprit, elle siège de 1922 à 1936 au Haut Conseil du Travail, un organe consultatif du gouvernement néerlandais. Elle siège également au Comité des métiers et professions du Conseil international des femmes (1920-1925), au Comité sur les conditions de travail de l'Alliance internationale des femmes (1929) ainsi qu'au Comté d'experts pour le travail féminin de l'Organisation internationale du travail (1932-1936).

## Déportation à Auschwitz
En septembre 1936, Anna Sophia Polak perd sa mère et doit abandonner son poste de directrice du Bureau pour des raisons médicales — possiblement un démence. Elle est alors placée sous tutelle. Cinq ans plus tard, elle est admise dans un hôpital psychiatrique à La Haye. Début 1943, elle est envoyée au camp de Westerbork avant d'être déportée à Auschwitz où elle meurt le 26 février 1943 à l'âge de 69 ans.

## Ouvrage
- Vrouwenwerk in Nederland. Beschouwingen over eenige zijden der vrouwenbeweging, 1902